# Nieu Bethesda
Nieu Bethesda este un oraș din provincia Oos-Kaap, Africa de Sud.